# Мариенбургский договор
Мариенбургский договор (нем. Vertrag von Marienburg, швед. Fördraget i Marienburg) — юридический документ, которым была подтверждена вассальная зависимость курфюршества Бранденбург от королевства Швеции. Договор был подписан в замке Мариенбург 29 июня 1656 года.

## История

### Предпосылки создания
В 1655 году, стремясь к установлению над Балтикой шведского господства, король Карл Х Густав начал войну с Польшей, которая развивалась с переменным успехом. В самом начале кампании неожиданно сильный натиск шведской армии привел польские войска в смятение и повсеместные сдачи крепостей. Этот период получил название Шведский потоп. Курфюрст бранденбургский Фридрих Вильгельм I, который номинально являлся вассалом Речи Посполитой, собрав свою армию и объединившись с отрядами польских воинов, вступил в бой со шведскими войсками в приграничной полосе Речи Посполитой и Пруссии. В этой битве он потерпел поражение и незамедлительно стал искать возможность для подписания мирного соглашения со шведским королевством, поскольку три шведские армии уже вторглись в Пруссию и подошли к окрестностям города Кёнигсберг. Подписание мира состоялось 17 января 1656 года в замке Кёнигсберг. Однако Карл Х Густав потребовал большего, а именно признания Фридрихом Вильгельмом I вассальной зависимости от шведского королевства, а также обязанности участия в войне против Речи Посполитой.
В конце апреля 1656 года литовские полки осадили Варшаву (взятую шведскими войсками ещё 8 сентября 1655 года), в которой находился небольшой шведский гарнизон под командованием фельдмаршала Арвида Виттенберга. Уже к середине мая под стены города прибыл король Ян II Казимир, и польско-литовские войска начали осаду. Виттенберг незамедлительно начал переговоры о перемирии, тем самым пытаясь тянуть время, ожидая помощи от Карла Х Густава.

### Подписание
25 июня 1656 года в Мариенбурге между шведским королём Карлом Х Густавом и Фридрихом Вильгельмом I был подписан договор, которым подтверждалась вассальная зависимость курфюрста Бранденбурга от шведского Королевства. Более того, после будущих завоеваний к Бранденбург-Пруссии должны были отойти: Варминское епископство, Великая Польша, воеводство Познань. Этим действием Карл Х Густав попытался укрепить вассальное подчинение Фридриха Вильгельма I, а также вынудил последнего открыто выступить войсками против Яна Казимира. Для реализации этого соглашения курфюрст выставил четыре тысячи воинов.